# Associação Desportiva Classista Intelli
A Associação Desportiva Classista Intelli, referida comumente como ADC Intelli ou apenas Intelli, é uma agremiação brasileira de futsal originalmente da cidade de Orlândia, em São Paulo. Fundada em 10 de dezembro de 1977, está licenciada das atividades profissionais e compete em parceria com o Santo André.
O clube surgiu da idealização de Vincenzo Spedicato, fundador e diretor-presidente do GRUPO INTELLI, de que lazer e trabalho poderiam ser integrados. A conexão entre indústria e esporte marcou a trajetória da Intelli, que frequentemente formava atletas ou diretores esportivos advindos de seu quadro de funcionários. O futebol de salão é apenas uma das modalidades promovidas: a segunda estrela no brasão representa os esportes olímpicos, outra vertente de sucesso.
Em mais de quatro décadas de história, a Intelli conquistou: 1 Copa Libertadores, 2 Ligas Nacionais, 2 Superligas, 1 Liga Sudeste e 3 Campeonatos Paulistas. O principal jogador a atuar no clube é Falcão, jogador que é considerado um dos melhores do mundo. Ele atuou pela equipe nas temporadas de 2012 e 2013.
A ADC INTELLI tem incentivado outras atividades, destacando-se o atleta paralímpico Thiago Paulino, medalhista olímpico nos jogos de Tóquio 2020 e medalha de ouro no arremesso de peso nos Jogos Parapan-Americanos de 2015, e Neemias Mochiute, funcionário do Grupo Intelli, detentor de diversas medalhas de ouro nos jogos regionais de São Paulo e em competições internacionais, na modalidade lançamento de martelo.

## História
A ADC Intelli surgiu a partir da ideia de Vincenzo Spedicato de incentivar a integração do trabalho com o lazer, lançando também o nome de sua empresa, o Grupo Intelli, e Orlândia, cidade da equipe. Na cidade, ganhou diversos títulos como o Campeonato Paulista de Futsal,  o Campeonato Paulista do Interior e a Liga Brasileira de Futsal.
Tendo como mantenedor o Grupo Intelli, e com um forte apoio da Prefeitura Municipal, a Associação tem como dirigente máximo Vincenzo Spedicato, diretor-presidente e fundador do Grupo, o maior entusiasta do futsal no interior do estado de São Paulo.
É heptacampeã paulista do interior, e tricampeã paulista.
Após décadas na sua cidade de origem, Orlândia, onde o clube conquistou diversos títulos, nas temporadas de 2017 e 2018, a equipe mudou de sede, transferindo sua localização para São Sebastião do Paraíso no estado de Minas Gerais e disputando seus jogos na Arena Olímpica João Mambrini. Apesar da mudança de estado, a equipe continuou disputando os campeonatos válidos para o estado de São Paulo. Em 2019, a equipe se mudou novamente, desta vez tendo como sede a cidade de São Carlos. Em 2021, a equipe se mudou novamente, desta vez para Santo André.

## O Ginásio atual
A ADC Intelli comanda seus jogos no Ginásio Milton Olaio, em São Carlos, podendo acomodar 8.000 torcedores.

## Símbolos

### Uniformes

#### Uniformes dos jogadores
- Primeiro uniforme: Camisa vermelha, calção vermelho e meias vermelhas;
- Segundo uniforme: Camisa branca, calção branco e meias brancas.
- Terceiro uniforme: Camisa dourada, calção branco e meias brancas. Uniforme feito em comemoração ao título sul-americano

| Primeiro | Segundo | Terceiro |  |

#### Uniformes dos goleiros
- Primeiro uniforme: Camisa preta, calção preto e meias pretas;
- Segundo uniforme: Camisa amarela, calção preto e meias brancas.
- Terceiro uniforme: Camisa azul claro, calção preto e meias brancas. Uniforme feito em comemoração ao título sul-americano

| 1 de goleiro | 2 de goleiro | 3 de goleiro |  |

### Escudo

Logo comemorativo aos 35 anos da equipe.

O escudo da ADC Intelli passou por várias mudanças mas sempre manteve-se fiel ao logotipo da empresa que a criou e que administra a equipe até hoje, a Intelli, que é de quem tirou o escudo. Consiste de uma elipse central que é cortado por uma letra "i" minúscula de Intelli. 

Abaixo, a evolução dos escudos, desde a fundação até os dias atuais:
| Evolução do Escudo da Associação Desportiva Classista Intelli | Evolução do Escudo da Associação Desportiva Classista Intelli | Evolução do Escudo da Associação Desportiva Classista Intelli | Evolução do Escudo da Associação Desportiva Classista Intelli | Evolução do Escudo da Associação Desportiva Classista Intelli | Evolução do Escudo da Associação Desportiva Classista Intelli | Evolução do Escudo da Associação Desportiva Classista Intelli | Evolução do Escudo da Associação Desportiva Classista Intelli | Evolução do Escudo da Associação Desportiva Classista Intelli |
| 1978                                                          | 1986                                                          | 1988                                                          | 1995                                                          | 2000                                                          | 2002                                                          | 2003                                                          | 2010                                                          | 2017-Presente                                                 |
| ------------------------------------------------------------- | ------------------------------------------------------------- | ------------------------------------------------------------- | ------------------------------------------------------------- | ------------------------------------------------------------- | ------------------------------------------------------------- | ------------------------------------------------------------- | ------------------------------------------------------------- | ------------------------------------------------------------- |
|                                                               |                                                               |                                                               |                                                               |                                                               |                                                               |                                                               |                                                               |                                                               |

#### Material esportivo
Na década de 70, não se tem registro exato sobre a utilização de fabricantes fixos dos materiais esportivos. Nos anos 80, as empresas Penalty e Edros foram as que firmaram contrato com a equipe. Na década de 90, a Umbro foi quem ofereceu o material esportivo para o clube. De 2001 até os dias de hoje, a ADC Intelli firmou parcerias com várias empresas, com duração média de 2 anos por cada empresa: a Ribsilk, Penalty, Topper e Dalponte foram as principais fornecedoras a estampar a camisa nessa época.
- Penalty: 1986 – 1987
- Edros: 1988
- Umbro:  1995 – 2000
- Ribsilk Sport: 2002 – 2003
- Penalty: 2004 – 2005
- Topper:  2006 – 2007
- Joma:  2008
- Ribsilk Sport: 2009 – 2010
- Dalponte: 2011 – 2012
- Penalty: 2013 – 2018
- Nakal: 2019 – atual fornecedora

## Títulos

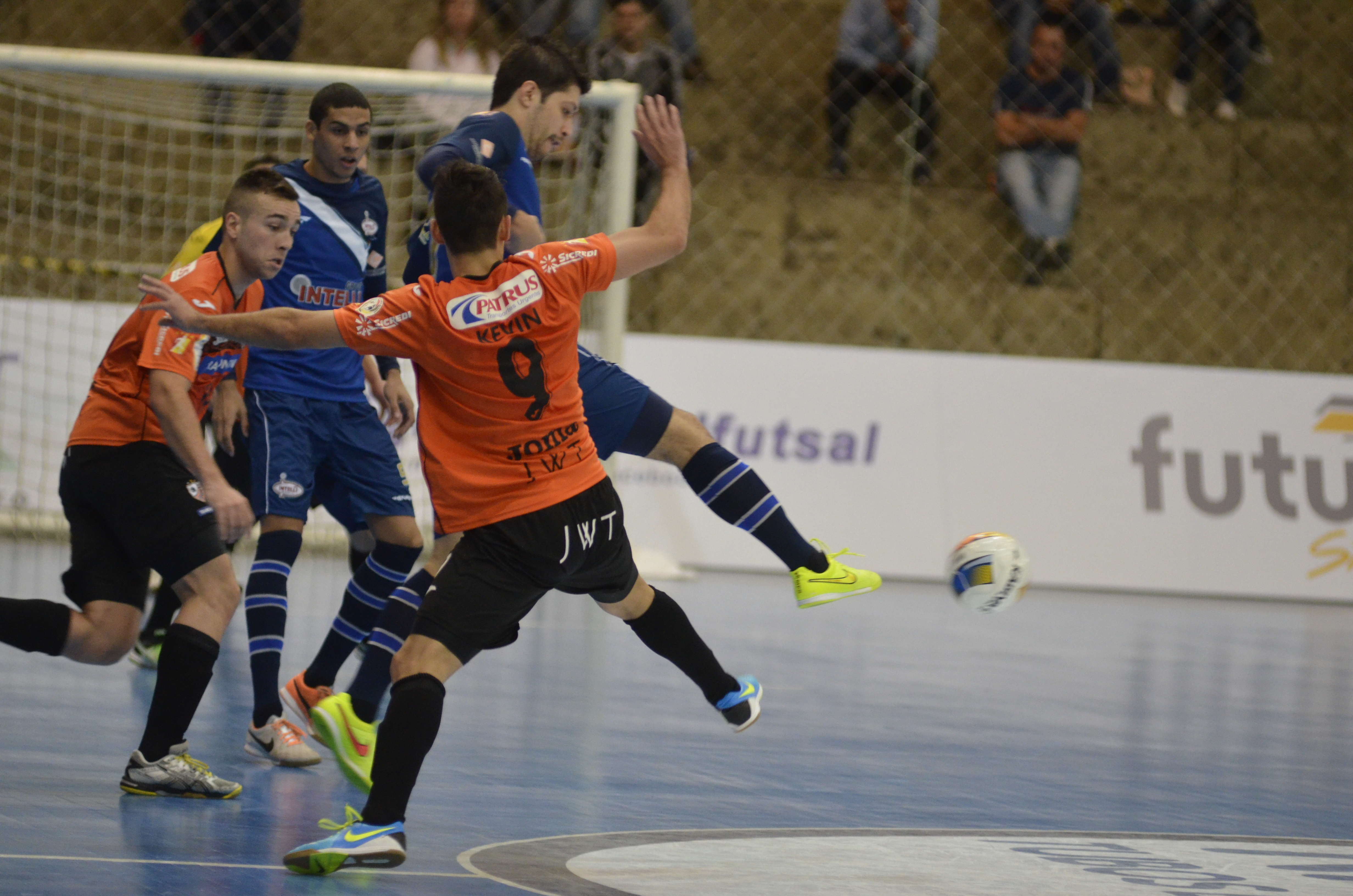
Partida entre Intelli e válida pela Liga Nacional de Futsal de 2015.

Títulos da equipe:
| HONRARIAS    | HONRARIAS                       | HONRARIAS | HONRARIAS                                 |
|              | Competição                      | Títulos   | Temporadas                                |
| ------------ | ------------------------------- | --------- | ----------------------------------------- |
|              | Melhor Clube de Futsal do Mundo | 1         | 2013(1)                                   |
| CONTINENTAIS |                                 |           |                                           |
|              | Competição                      | Títulos   | Temporadas                                |
|              | Copa Libertadores de Futsal     | 1         | 2013                                      |
| NACIONAIS    |                                 |           |                                           |
|              | Competição                      | Títulos   | Temporadas                                |
|              | Liga Brasileira de Futsal       | 2         | 2012 e 2013                               |
|              | Superliga de Futsal             | 2         | 2013 e 2015                               |
| REGIONAIS    |                                 |           |                                           |
|              | Competição                      | Títulos   | Temporadas                                |
|              | Liga Sudeste de Futsal          | 1         | 2005                                      |
| ESTADUAIS    |                                 |           |                                           |
|              | Competição                      | Títulos   | Temporadas                                |
|              | Campeonato Paulista             | 3         | 2003, 2010 e 2011                         |
|              | Campeonato Paulista do Interior | 7         | 1987, 2001, 2003, 2004, 2009, 2010 e 2011 |
| OUTROS       |                                 |           |                                           |
|              | Competição                      | Títulos   | Temporadas                                |
|              | Taça EPTV de Futsal             | 5         | 1986, 1995, 2004, 2006 e 2009             |

 Campeão Invicto

### Outros títulos
- Torneio Internacional HMG Cup: 2014.
- Campeonato Sul-Americano de Clubes de Futsal - Zona Sul: 2013.
- Copa Topper de Futsal: 2006.
- Quadrangular de Futsal FIFA/a.C.F.S.: 2004.
- Mundial De Clubes Da Fifa = Terceiro Lugar = 2013 e 2014

## Estatísticas

### Temporadas
1 Baseado no Quadro Técnico/Disciplinar (Acumulativo).
Legenda:
| Campeão. Vice-campeão. 3º colocado. | Classificado ao Campeonato Sul-Americano de Clubes e à Superliga. Classificado à Superliga. Classificado à Taça Brasil. | Rebaixamento da Federação Paulista. Acesso da Federação Paulista. |

## Elenco atual
Última atualização: 08 de Maio de 2019.
Legenda
- : Capitão
- : Jogador lesionado
- : Jogador suspenso

### Transferências
: Jogadores emprestados

: Jogadores que retornam de empréstimo
| Chegadas |                      |      |                |                |      |
|          | Data                 | Pos. | Jogador        | Clube Anterior | Ref. |
|          | 1 de janeiro de 2015 | P    | Douglas        | Corinthians    |      |
|          | 1 de janeiro de 2015 | A    | Tiago Guina    | Qadsia         |      |
|          | 1 de janeiro de 2015 | G    | Deivid         | Corinthians    |      |
|          | 1 de janeiro de 2015 | G    | Carlos         | Floripa Futsal |      |
|          | 1 de janeiro de 2015 | P    | Matheus Gaúcho | São Paulo/FIB  |      |
|          | 1 de janeiro de 2015 | A    | Felipe Santos  | Krona Futsal   |      |
|          | 1 de janeiro de 2015 | F    | Renan Fuzo     | AABB           |      |
|          | 1 de janeiro de 2015 | A    | Kauê Monteiro  | Osasco         |      |
|          | 1 de janeiro de 2015 | A    | Thiago Santana | Osasco         |      |
|          | 1 de janeiro de 2015 | G    | Du             | Pulo do Gato   |      |
|          | 1 de janeiro de 2015 | A    | Wellington     | São Paulo/FIB  |      |

| Saídas |                        |      |                   |                  |      |
|        | Data                   | Pos. | Jogador           | Clube de Destino | Ref. |
|        | 31 de dezembro de 2014 | G    | Nicolas Sarmiento | Sem clube        |      |
|        | 31 de dezembro de 2014 | P    | Lucas Francini    | Sem clube        |      |
|        | 31 de dezembro de 2014 | A    | Vinícius          | Unisul           |      |
|        | 31 de dezembro de 2014 | A    | Caio              | Corinthians      |      |
|        | 31 de dezembro de 2014 | A    | Diece             | Guarapuava       |      |
|        | 31 de dezembro de 2014 | G    | Guitta            | Corinthians      |      |
|        | 31 de dezembro de 2014 | F    | Junai             | Krona Futsal     |      |
|        | 31 de dezembro de 2014 | G    | Di Fanti          | Floripa Futsal   |      |
|        | 31 de dezembro de 2014 | F    | Marinho           | Vento em Popa    |      |
|        | 3 de fevereiro de 2015 | P    | Lukaian Baptista  | Kairat Almaty    |      |